# Lennox Castillo
Lennox Castillo (nacido el 19 de noviembre de 1985) es un futbolista beliceño que juega como delantero en el Police United FC. Además de Belice, ha jugado en Panamá.

## Trayectoria
Lo apodan Criminal. Jugó para la selección nacional sub-21 de Belice y fue un internacional de Belice.  En 2006, fue máximo goleador de la liga de Belice con el New Site Erei. En 2007, Castillo fichó por el equipo panameño Árabe Unido.

## Clubes
| Club             | País   | Año         |
| ---------------- | ------ | ----------- |
| Griga United     | Belice | 2004 - 2005 |
| New Site Erei    | Belice | 2005 - 2006 |
| CD Árabe Unido   | Panamá | 2007        |
| Police United FC | Belice | 2011 - act. |